# Wellington (Illinois)
Wellington és una població dels Estats Units a l'estat d'Illinois. Segons el cens del 2000 tenia 264 habitants.

## Demografia
Segons el cens del 2000, Wellington tenia 264 habitants, 111 habitatges, i 82 famílies. La densitat de població era de 364 habitants/km².
Dels 111 habitatges en un 25,2% hi vivien nens de menys de 18 anys, en un 62,2% hi vivien parelles casades, en un 7,2% dones solteres, i en un 26,1% no eren unitats familiars. En el 22,5% dels habitatges hi vivien persones soles el 7,2% de les quals corresponia a persones de 65 anys o més que vivien soles. El nombre mitjà de persones vivint en cada habitatge era de 2,38 i el nombre mitjà de persones que vivien en cada família era de 2,72.
Per edats la població es repartia de la següent manera: un 21,2% tenia menys de 18 anys, un 7,6% entre 18 i 24, un 27,7% entre 25 i 44, un 32,6% de 45 a 60 i un 11% 65 anys o més.
L'edat mediana era de 41 anys. Per cada 100 dones de 18 o més anys hi havia 98,1 homes.
La renda mediana per habitatge era de 32.083 $ i la renda mediana per família de 35.000 $. Els homes tenien una renda mediana de 30.250 $ mentre que les dones 21.000 $. La renda per capita de la població era de 17.324 $. Aproximadament el 2,5% de les famílies i el 3,9% de la població estaven per davall del llindar de pobresa.

## Poblacions més properes
El següent diagrama mostra les poblacions més properes.